# 新梅斯托主教座堂
新梅斯托圣尼各老主教座堂是位於斯洛維尼亞城市新梅斯托的一座教堂。新梅斯托主教座堂是天主教新梅斯托教區的主教座堂。
 维基共享资源上的相關多媒體資源：Novo Mesto Cathedral